# Gérard Castella
Gérard Castella (Genève, 2 mei 1953) is een Zwitsers voormalig voetballer en voetbalcoach die speelde als middenvelder.

## Carrière

### Club
Castella speelde in de jeugd van Servette Genève waar hij voor het eerst mocht trainen met de eerste ploeg onder coach Jürgen Sundermann op 17-jarige leeftijd, het zou duren tot zijn opvolger Jean Snella in 1971 dat hij zijn debuut maakte voor de ploeg. Hij speelde bij Servette tot in 1975. Hij stapte over naar CS Chênois waar hij twee jaar speelde. In 1977 maakte hij de overstap naar FC Lausanne-Sport waar hij zou spelen tot in 1983 en in 1981 de beker mee won. Van 1984 tot 1985 was hij speler-coach van Étoile Carouge.

### Trainer
Aan het begin van zijn trainerscarrière promoveerde hij driemaal naar de Nationale Liga B, met Étoile Carouge, Urania Genève en FC Meyrin. Daarna verhuisde hij naar Servette FC, met wie hij het grootste succes van zijn carrière vierde. In 1999 won hij het kampioenschap, dat op de laatste speeldag beslist werd. In het seizoen 2000 begon Servette FC nogal zwak en werd hij in de voorronde ontslagen. Na het vertrek van kampioenscoach Marcel Koller verhuisde hij naar FC St. Gallen, waar hij al na 8 maanden werd ontslagen wegens gebrek aan succes.
Daarna verhuisde hij naar FC Lausanne-Sport. Toen de club gedwongen werd te degraderen, kwam Gérard bij hen in de 2e divisie en leidde de club naar de Challenge League (de op één na hoogste divisie in Zwitserland). Daarna verhuisde hij naar Xamax, met wie hij in zijn eerste seizoen promoveerde naar de Super League (de hoogste competitie van Zwitserland). Zoals verwacht moest Xamax vechten om in de competitie te blijven, hij werd in de tweede helft van het seizoen ontslagen, Xamax voorkwam degradatie met de nieuwe coach Nestor Clausen. Reeds voor het seizoen 2008/2009 werd hij ingeruild als coach van Servette FC, maar hij werd pas na de zeer zwakke start van het seizoen teruggehaald naar Servette FC als vervanger van de niet-succesvolle Michel Sauthier. Van 2010 tot 2017 stond hij aan het hoofd van verschillende nationale jeugdploegen.

## Erelijst

### Als speler
- FC Lausanne-Sport
  - Zwitsers bekerwinnaar: 1981

### Als trainer
- Servette Genève
  - Zwitsers landskampioen: 1999